# Karpyliwka (rejon czernihowski)
Karpyliwka (ukr. Карпилівка) – wieś na Ukrainie, w obwodzie czernihowskim, w rejonie czernihowskim, w hromadzie Desna. W 2001 liczyła 1098 mieszkańców, spośród których 1082 wskazało jako ojczysty język ukraiński, a 16 rosyjski.